# William Cathcart, 1. hrabě Cathcart
William Schaw Cathcart, 1. hrabě Cathcart (William Schaw Cathcart, 1st Earl Cathcart, 1st Viscount Cathcart, 1st Baron Greenock, 10th Baron Cathcart) (17. září 1755, Londýn, Anglie – 16. června 1843, Glasgow, Skotsko) byl britský generál a diplomat ze staré skotské šlechty. Vynikl jako vojevůdce za napoleonských válek, v roce 1812 dosáhl hodnosti generála. V letech 1812–1820 byl britským velvyslancem v Rusku, mezitím byl také britským delegátem na vídeňském kongresu (1814–1815). V roce 1814 byl povýšen na hraběte. Jeho dědic generál Charles Cathcart, 2. hrabě Cathcart (1783–1859) byl v letech 1845–1847 generálním guvernérem v Kanadě, další syn George Cathcart (1794–1854) padl jako vrchní velitel v krymské válce.

## Kariéra

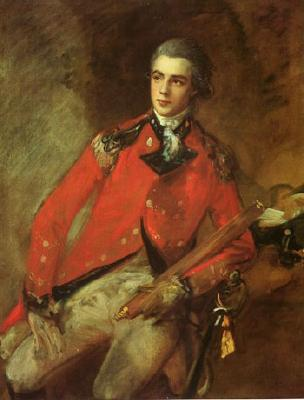
Plukovník William Cathcart (1780, Joshua Reynolds)

Pocházel ze starobylého skotského rodu zmiňovaného od 12. století, byl nejstarším synem generála a diplomata 9. barona Cathcarta. Studoval v Etonu, během kavalírské cesty krátce studoval v Drážďanech, v letech 1771–1772 pobýval v Petrohradě, kde byl jeho otec tehdy vyslancem. Další vzdělání si doplnil na glasgowské univerzitě a původně působil jako právník, od roku 1776 byl členem skotské advokátní komory. Po otci zdědil titul barona se skotským peerstvím (1776) a krátce nato vstoupil do armády. Zúčastnil se války proti USA, v níž dosáhl hodnosti podplukovníka a byl také generálním ubytovatelem britské armády. V letech 1788–1807 byl voleným zástupcem skotských peerů ve Sněmovně lordů (Representative Peer of Scotland) a v letech 1790–1794 místopředsedou Sněmovny lordů. Zastával také funkce ve Skotsku, kde byl lordem viceadmirálem (1795–1831) a lordem místodržitelem v hrabství Clackmannan (1794–1803), v roce 1798 byl jmenován členem Tajné rady. Nadále sloužil v armádě a postupoval v hodnostech (generálmajor 1794, generálporučík 1801), zúčastnil se válek proti revoluční Francii. V letech 1803–1805 byl vrchním velitelem v Irsku a od roku 1803 též členem irské Tajné rady. V letech 1806–1812 zastával funkci vrchního velitele ve Skotsku, v roce 1805 obdržel Bodlákový řád.
Kromě velitelských postů v Irsku a Skotsku byl aktivním účastníkem napoleonských válek, v roce 1805 byl mimořádným vyslancem v Rusku, v roce 1806 s početným vojenským sborem obsadil Hannoversko, které ale pak po francouzsko-pruské dohodě bylo předáno Prusku. V roce 1807 spolu s admirálem Jamesem Gambierem vedl výpravu do Kodaně a téhož roku získal britský titul vikomta s členstvím ve Sněmovně lordů. Od roku 1812 byl stálým vyslancem v Rusku, ale zúčastnil se závěrečných tažení proti napoleonské Francii. V této době proslul jako vynikajicí prostředník mezi generály různých národností, jejichž společným cílem byla konečná porážka císaře Napoleona. V roce 1812 byl povýšen na generála a v roce 1814 získal titul hraběte. V letech 1814–1815 byl účastníkem vídeňského kongresu a poté se vrátil do Petrohradu, kde jako vyslanec setrval do roku 1820. V Rusku obdržel Řád sv. Ondřeje a Řád sv. Jiří. Po návratu z Ruska žil v soukromí, v letech 1830–1843 zastával čestnou hodnost guvernéra v Hullu. Zemřel na svém sídle Cathcart Castle poblíž Glasgow, zde rodina vlastnila majetky již od 12. století.

## Rodina
Během války proti USA se v New Yorku v roce 1779 oženil s Elizabeth Elliot (1764–1847), dcerou newyorského guvernéra Andrewa Elliota a sestřenicí 1. hraběte z Minto. Z jejich manželství pocházelo šest dětí, nejstarší syn William Cathcart (1782–1804) byl kapitánem Royal Navy a zemřel na zimnici na Jamajce. Dědicem titulů byl druhorozený syn generál Charles Cathcart, 2. hrabě Cathcart (1783–1859). V armádě sloužili také další tři synové, z nich nejvíce vynikl generál Sir George Cathcart (1794–1854), který padl jako vrchní velitel v krymské válce. Další syn Frederick Cathcart (1789–1865) dosáhl v armádě hodnosti plukovníka a v letech 1824–1826 byl britským vyslancem u Německého spolku.
Díky manželce a sňatkům svých sester měl blízké příbuzenské vazby na řadu dalších významných osobností, jeho švagry byli ministr zahraničí David Murray, 2. hrabě z Mansfieldu (1727–1796), generál Thomas Graham (1758–1843), admirál Sir Robert Digby (1732–1815) a dlouholetý poslanec Dolní sněmovny Sir David Carnegie (1753–1805).